# Elezioni presidenziali nella Repubblica del Congo del 2021
Le elezioni presidenziali nella Repubblica del Congo del 2021 si sono tenute il 21 marzo.

## Risultati
| Denis Sassou Nguesso          | Partito Congolese del Lavoro                     | 1 539 725 | 88,40 |  |  |  |  |  |
| Guy Brice Parfait Kolélas     | Unione dei Democratici Umanisti - YUKI           | 138 561   | 7,96  |  |  |  |  |  |
| Mathias Dzon                  | Unione Patriottica per il Rinnovamento Nazionale | 33 497    | 1,92  |  |  |  |  |  |
| Joseph Kignoumbi Kia Mboungou | La Chaine                                        | 10 718    | 0,62  |  |  |  |  |  |
| Dave Mafoula                  | I Sovranisti                                     | 9 143     | 0,52  |  |  |  |  |  |
| Albert Oniangué               | Indipendente                                     | 6 977     | 0,40  |  |  |  |  |  |
| Anguios Nganguia Engambé      | Partito per l'Azione della Repubblica            | 3 157     | 0,18  |  |  |  |  |  |
| Totale                        | Totale                                           | 1 741 778 | 100   |  |  |  |  |  |
|                               |                                                  |           |       |  |  |  |  |  |
| Voti non validi               | Voti non validi                                  | 35 008    | 1,97  |  |  |  |  |  |
| Votanti                       | Votanti                                          | 1 776 786 |       |  |  |  |  |  |